# Petit-Han
Petit-Han (parfois orthographié Petithan, en wallon P'tit Han) est un village de la commune belge de Durbuy situé en Région wallonne dans la province de Luxembourg.
Avant la fusion des communes, il faisait partie de la commune de Grandhan.

## Situation
Ce village de Famenne s'étend en rive droite de l'Ourthe à proximité de son confluent avec la Somme (Barrière de Petit-Han).
Il se situe au carrefour de deux routes nationales : la N.833 qui relie Durbuy à Hotton et la N.983 qui va de Barvaux-sur-Ourthe à Somme-Leuze. Le centre de la ville de Durbuy se situe à environ 2,5 km de l'église de Petit-Han.

## Patrimoine
L'église Saint-Martin a été construite à partir du XVIIe siècle.
Le village possède plusieurs petites chapelles :
- la chapelle Saint-Monon se situe au carrefour de la rue des Pinèdes et du chemin de la Chabotte, à proximité de l'école communale ; cet édifice érigé en 1829 en pierre calcaire comprend une petite niche cintrée et vitrée au-dessus de la porte d'entrée et un chevet à trois pans coupés sous une toiture d'ardoises[2],
- la chapelle située à côté du n°5 de la rue des Zones est bâtie au cours du XIXe siècle en pierre calcaire possède un chevet à trois pans coupés[3],
- la chapelle dédiée à Notre-Dame du Bon Secours est située au carrefour de la rue du Vieux Curé et de Vêvi Gaime, en face de l'entrée du cimetière ; datée de 1828 et érigée en moellons de calcaire, elle possède un chevet semi-circulaire[4],
- la chapelle placée au carrefour de la rue de Lantigné (N833) et du Vieux Mont a été construite en brique avec soubassement, bandeaux et chevet en pierre calcaire.

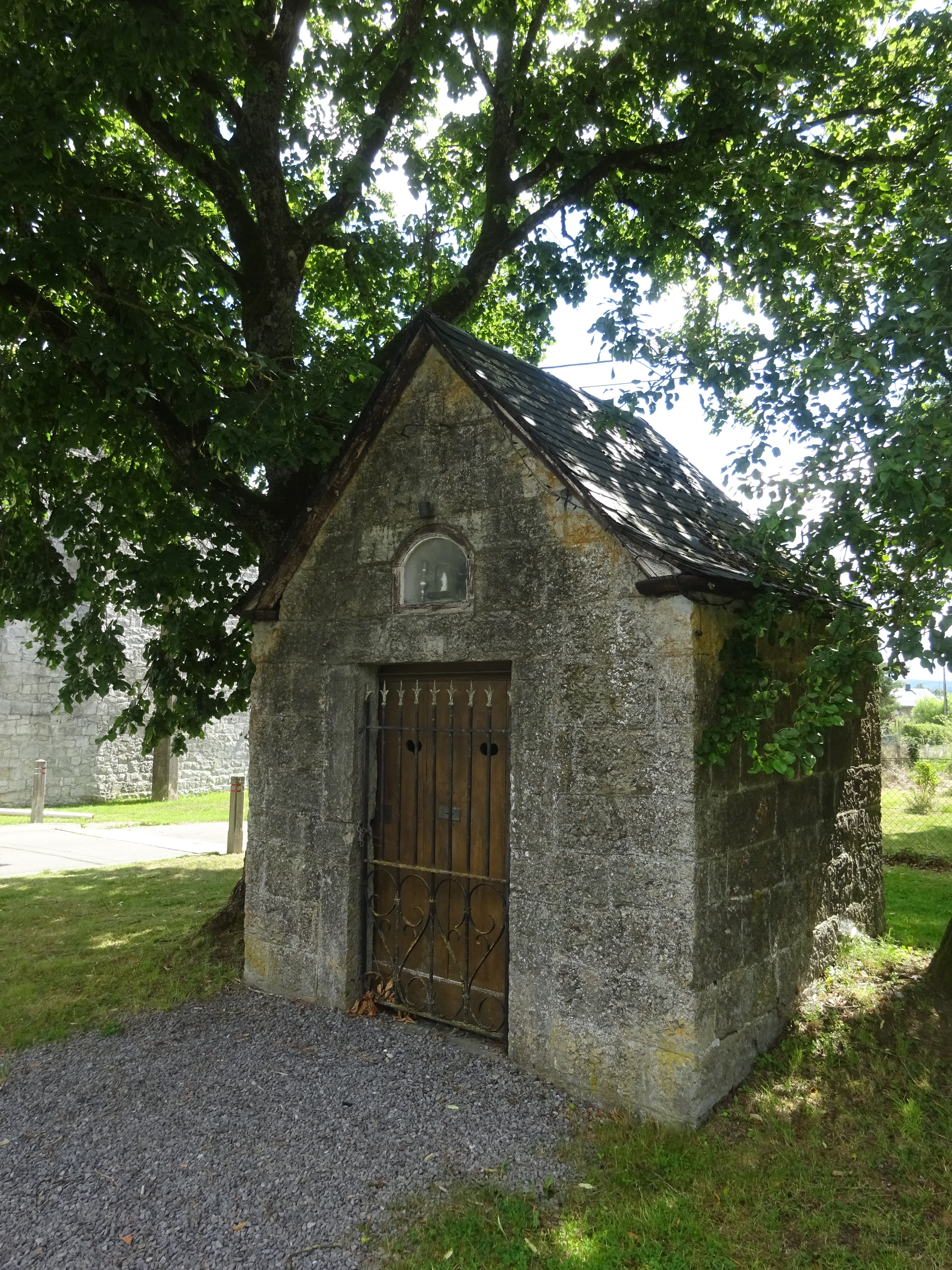
Chapelle Saint-Monon, Petit-Han

Plusieurs maisons construites en général au cours du XIXe siècle possédant des murs à colombages sont reprises à l'inventaire du patrimoine culturel immobilier. Parmi celles-ci, les plus remarquables sont situées aux nos 4, 24 et 41 de la rue des Aguesses, aux nos 2, 4, 13, 18 et 26 de la rue des Ardillats et au n°7 du Vieux Mont.

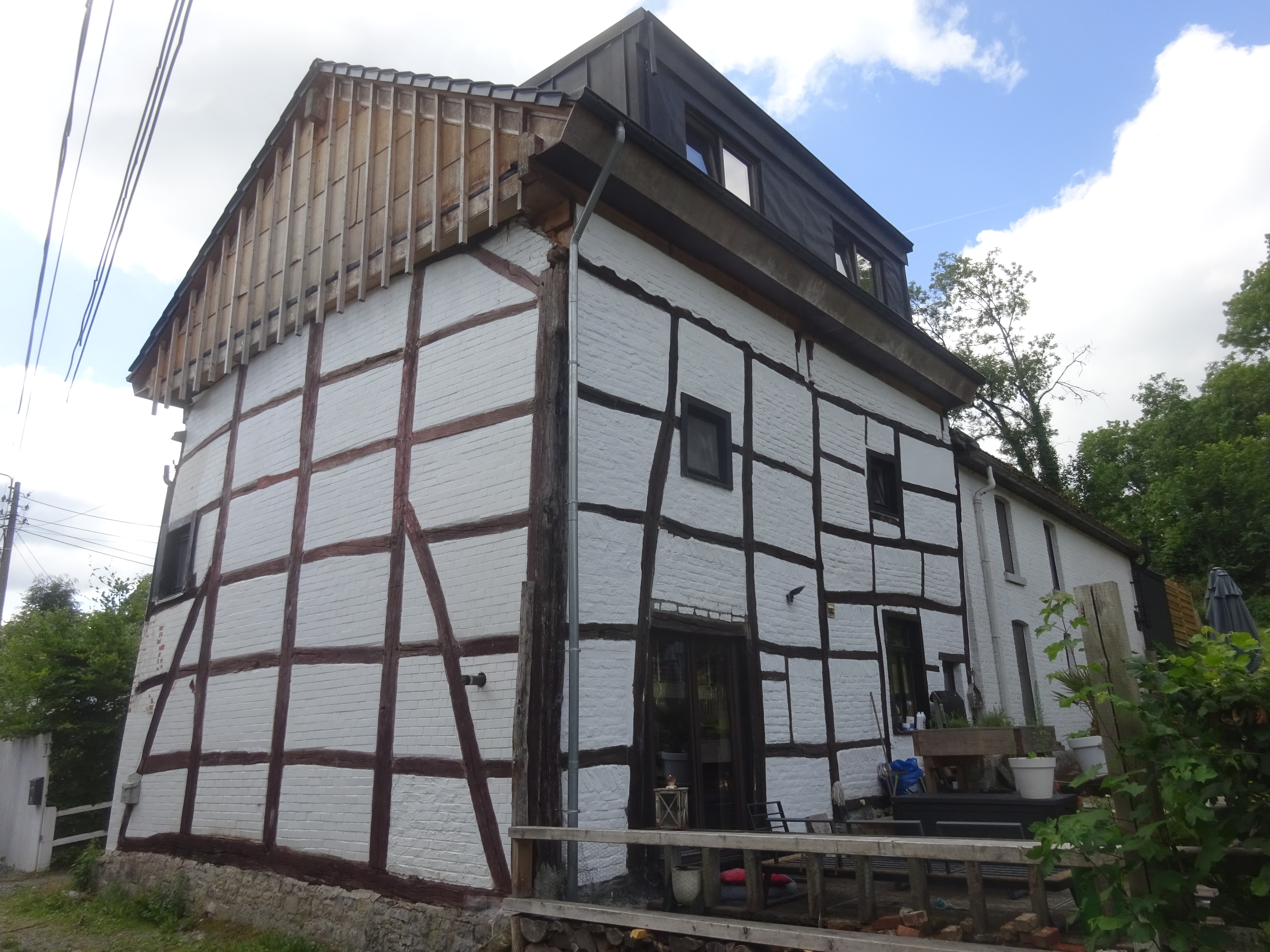
Maison, Vieux Mont, 7
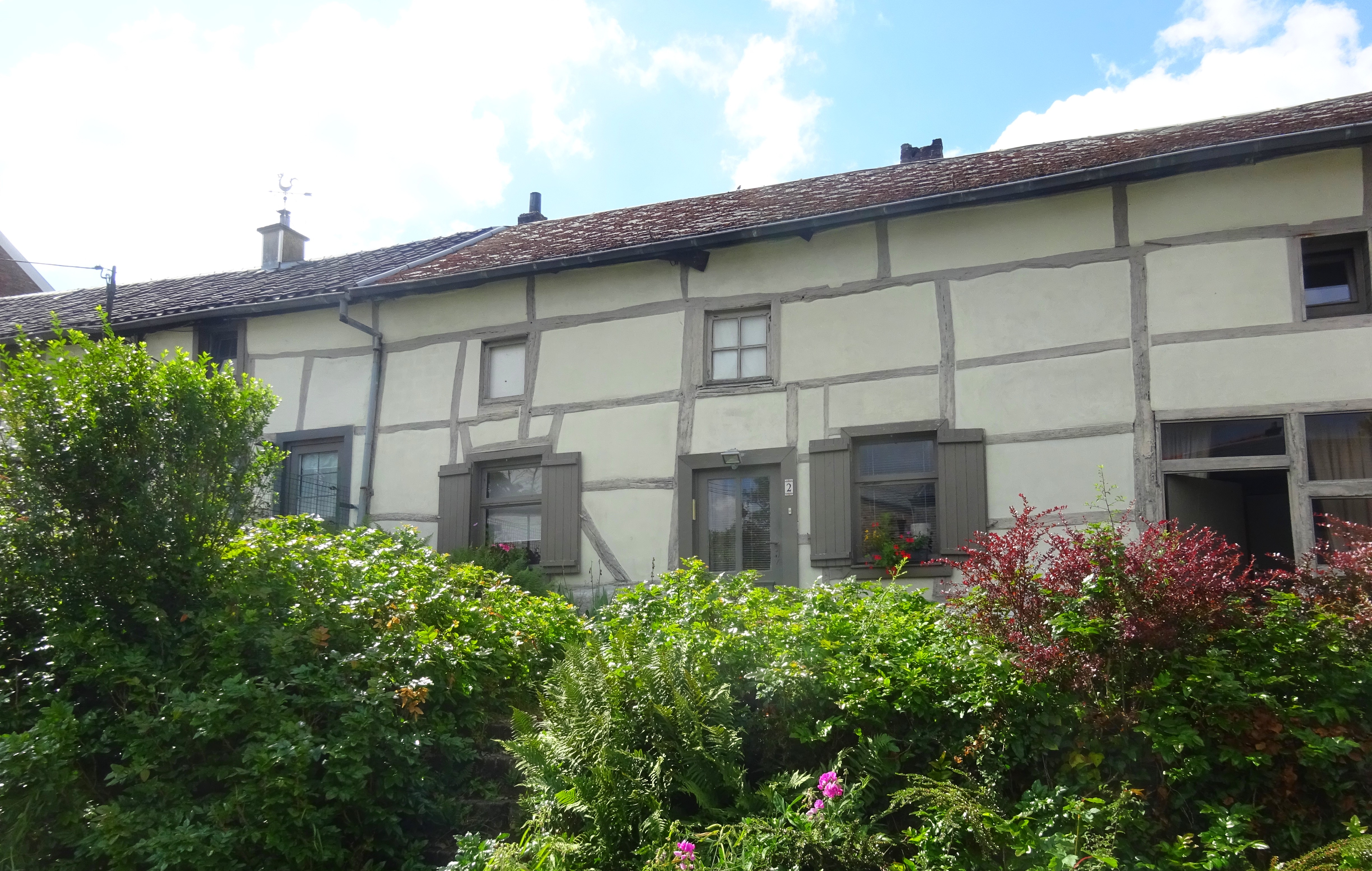
Maison, rue des Ardillats, 2
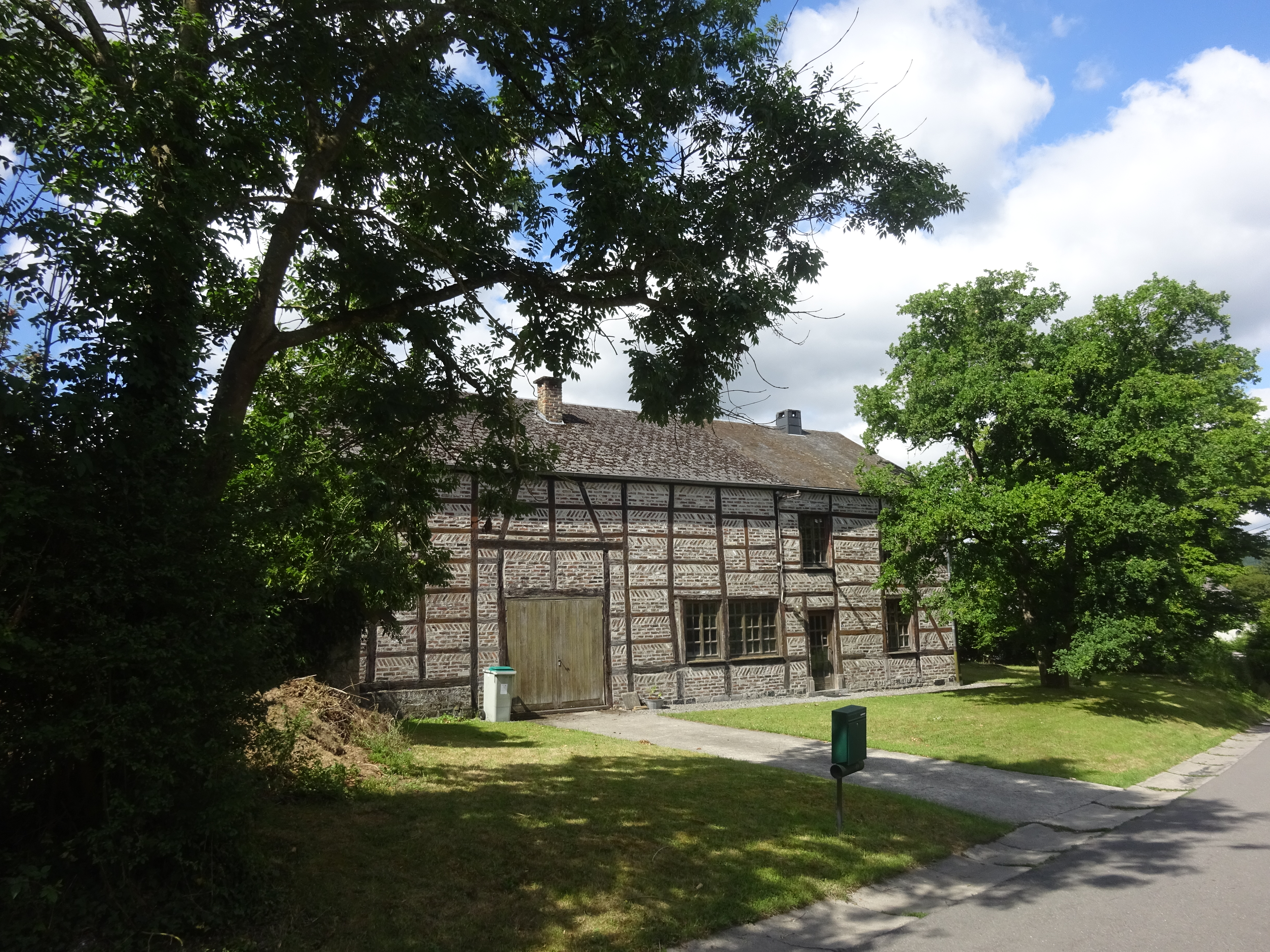
Maison, rue des Aguesses, 4
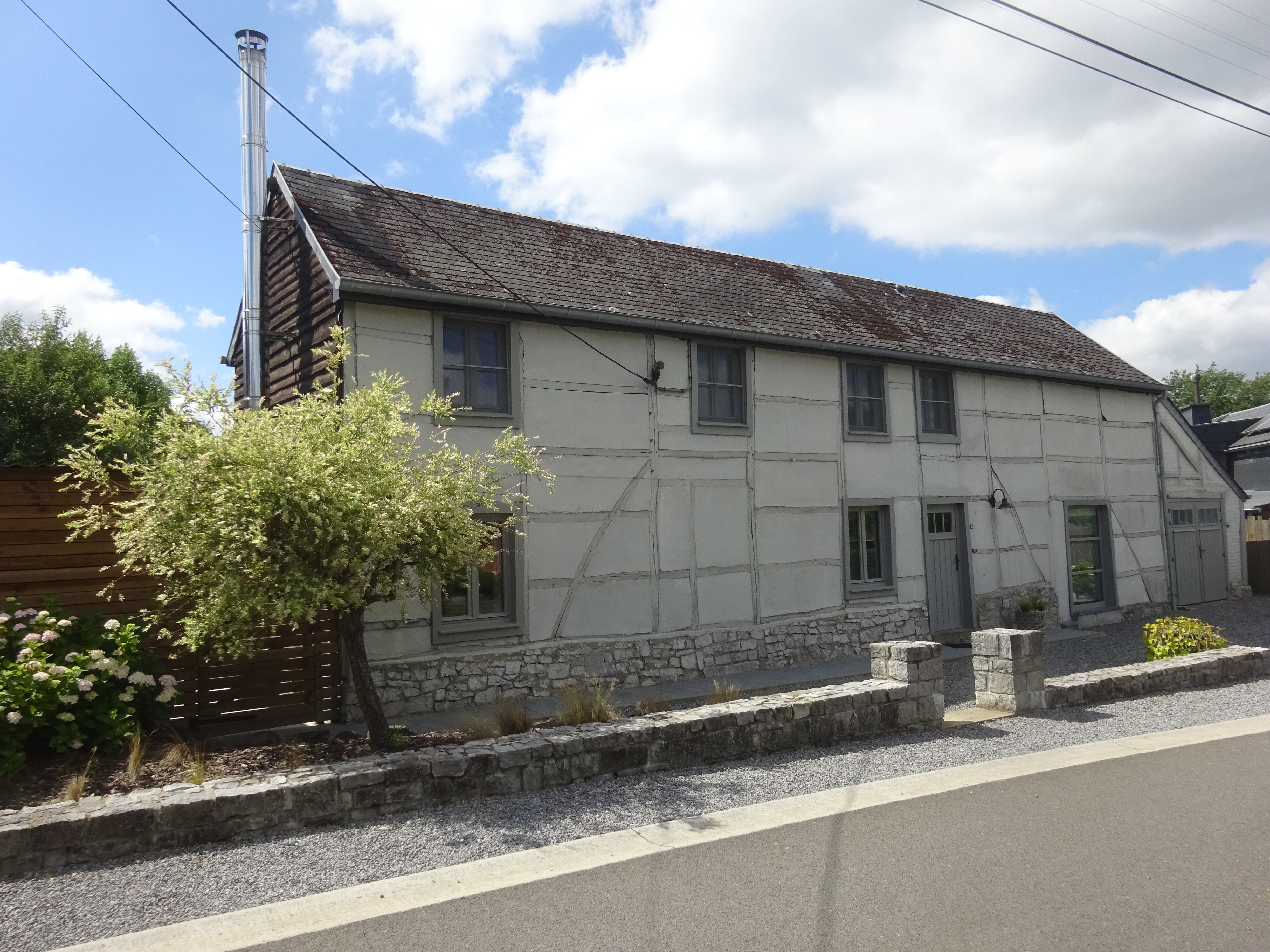
Maison, rue des Aguesses, 24

Derrière l'église, au n°2 de la rue du Vieux Curé, se trouve une maison d'habitation du début du XXe siècle de style néo-classique comprenant une façade de six travées et, à rue, un original pignon de quatre travées présentant une succession de courbes et orné d'un bas-relief carré représentant une nichée de merles

## Activités
Petit-Han compte une école communale et un club de football, le F.C. Petit-Han.